# Svalöv (Gemeinde)
Koordinaten: 55° 55′ N, 13° 6′ O

Svalöv ist eine Gemeinde (schwedisch kommun) in der südschwedischen Provinz Skåne län und der historischen Provinz Schonen. Der Hauptort der Gemeinde ist Svalöv.

## Geographie
Svalöv liegt etwa 36 Kilometer nördlich von Malmö und etwa 30 Kilometer südöstlich von Helsingborg (jeweils Luftlinie). Im Norden hat die Gemeinde Anteil an Söderåsen, einem bewaldeten Endmoränengebiet, das den Status eines Nationalparks genießt.

## Orte
Folgende Orte sind Ortschaften (tätorter):

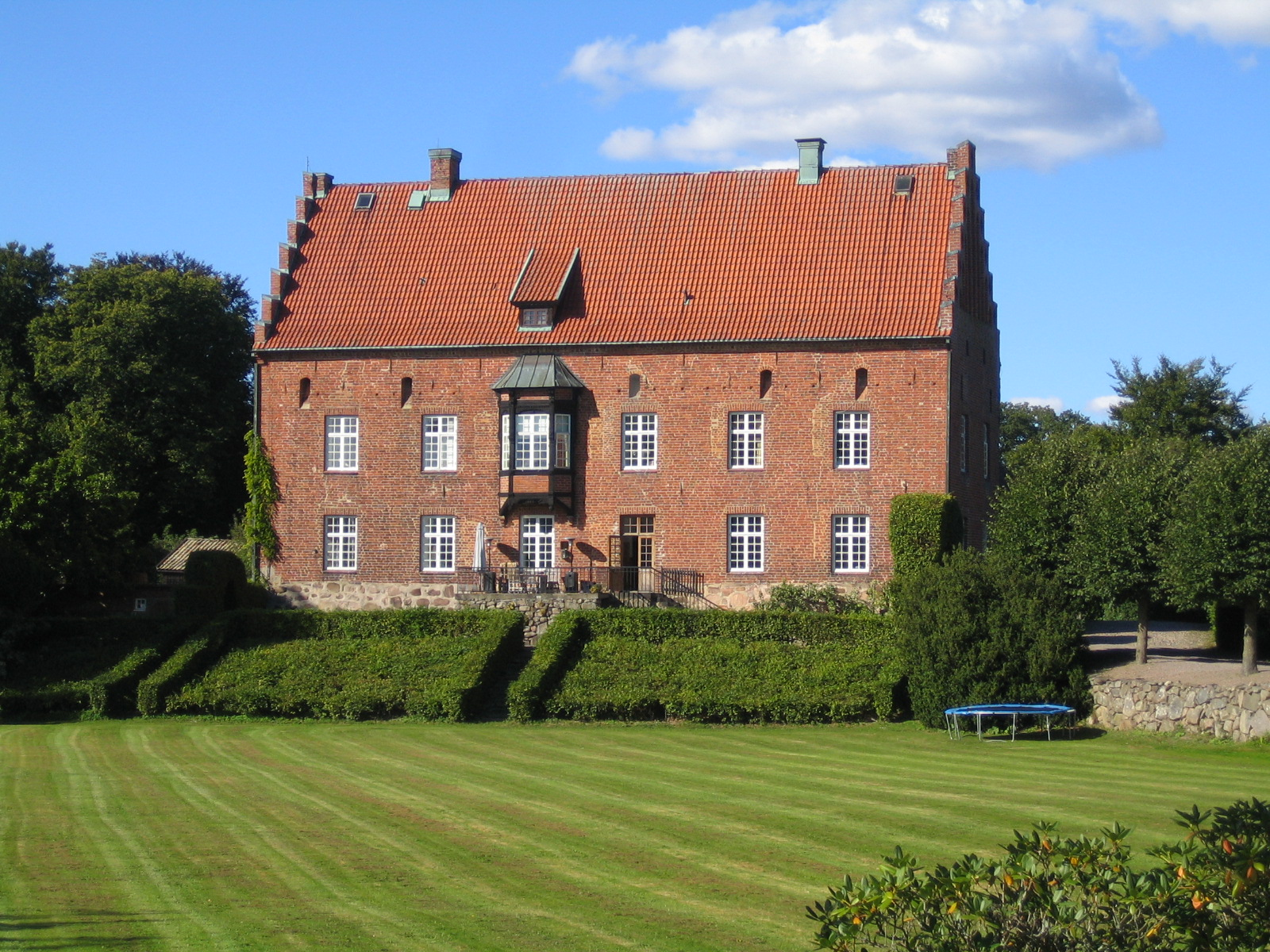
Schloss Knutstorp

| Ortschaft   | Einwohner* |
| ----------- | ---------- |
| Svalöv      | 3.833      |
| Teckomatorp | 1.651      |
| Kågeröd     | 1.446      |
| Billeberga  | 987        |
| Röstånga    | 839        |
| Tågarp      | 431        |

* 31. Dezember 2010

## Wirtschaft
Die Gemeinde Svalöv ist größtenteils landwirtschaftlich geprägt.

## Sehenswürdigkeiten
- Schloss Knutstorp, ein Landschloss
- Ring Knutstorp, eine Motorsportrennstrecke bei Kågeröd

## Partnerstädte
Eine formelle Städtepartnerschaft besteht mit Kėdainiai in Litauen. Des Weiteren bestehen Abkommen über Zusammenarbeit mit Łobez in Polen und Kyritz in Deutschland und auch mit dem dänischen Kalundborg gibt es Zusammenarbeit.

## In Svalöv geboren
- Peter Eskilsson (1820–1872), Genremaler der Düsseldorfer Schule, in Billeberga geboren
- Nils Christofer Dunér (1839–1914), Astronom, in Billeberga geboren